# 모리스 힐먼

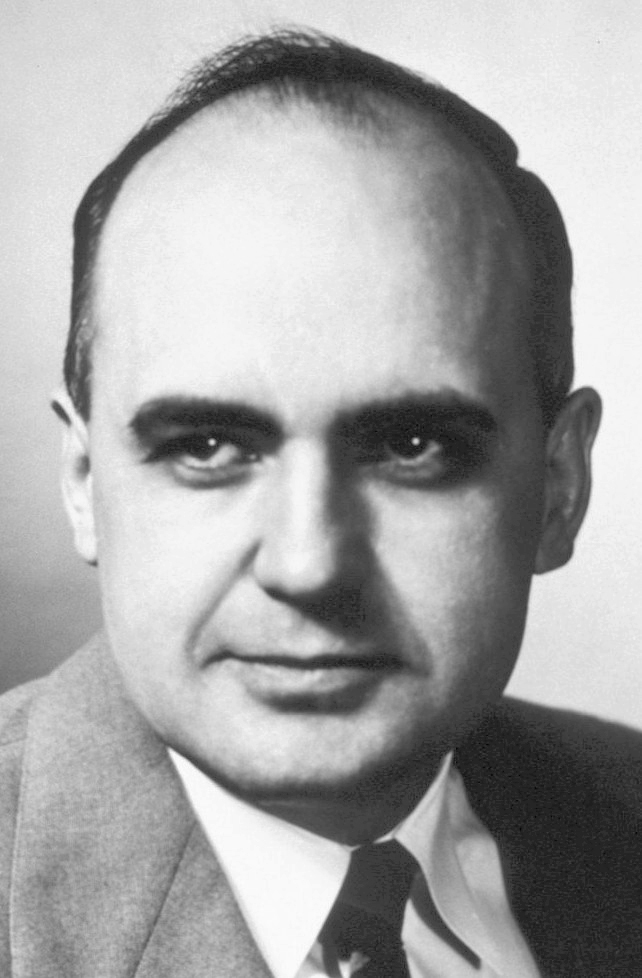

모리스 힐먼(Maurice Hilleman, 본명: 모리스 랠프 힐먼, Maurice Ralph Hilleman, 1919년 8월 30일 - 2005년 4월 11일)은 백신학을 전문으로 하고 비교할 수 없는 생산성 기록인 40개 이상의 백신을 개발한 선도적인 미국 미생물학자였다. 한 추정에 따르면 그의 백신은 매년 거의 800만 명의 생명을 구한다. 지금까지 가장 영향력 있는 백신학자 중 한 명으로 묘사되었다. "현대 백신의 아버지"로 불린다. 로버트 갈로(Robert Gallo)는 힐먼을 "역사상 가장 성공적인 백신학자"라고 불렀다. 일부 연구자들에 의해 20세기의 다른 어떤 과학자보다 더 많은 생명을 구한 것으로 평가되었다.
미국 백신 일정에서 일상적으로 권장되는 14가지 백신 중에서 힐먼과 그의 팀은 홍역, 볼거리, A형 간염, B형 간염, 수두, 수막염균, 폐렴구균, 헤모필루스 인플루엔자균에 대한 백신 등 8가지를 개발했다. 중국 남부에서 유행하는 인플루엔자 기간 동안 그의 백신은 수십만 명의 생명을 구한 것으로 여겨진다. 또한 홍콩 독감 백신 개발에도 중요한 역할을 했다. 또한 항원 이동 및 표류, 감기를 생성하는 아데노바이러스, 간염 바이러스 및 잠재적으로 암을 유발할 수 있는 바이러스 SV40을 발견하는 데 중요한 역할을 했다.